# Ретевојешти (Арђеш)
Ретевојешти (рум. Retevoiești) насеље је у Румунији у округу Арђеш у општини Пиетрошани. Oпштина се налази на надморској висини од 426 m.

## Становништво
Према подацима из 2002. године у насељу је живело 1784 становника, од којих су сви румунске националности.